# Постійна виставка церковного мистецтва
Постійна виставка церковного мистецтва, SICU (хорв. Stalna izložba crkvene umjetnosti, SICU); інша назва — «Золото і срібло Задара» (хорв. Zlato i srebro Zadra) — музей у м. Задарі, Хорватія. Розміщується у будівлі жіночого бенедиктинського монастиря св. Марії (XI ст.).
Заснований у 1967 році; офіційно відкритий для відвідування 4 грудня 1976 року. Є однією із найбільших колекцій за кількістю, художнім якостям та значенню зібраних творів мистецтва у Хорватії.  

## Історія
У зруйнованій під час Другої світової війни частині жіночого бенедиктинського монастиря св. Марії (ХІ ст.) у 1972 році було збудовано двокорпусну будівлю, в якій розмістилась цінна колекція предметів церковного мистецтва. Колекція була офіційно відкрита для відвідувачів 4 грудня 1976 року. Колекція включає скарби і твори мистецтва із Задарського собору, скарби і картини із самого монастиря св. Марії, декілька предметів з церкви св. Симеона і деякі статуї і картини релігійного характеру із Задара, що належать Національному музею. До них були додані цінні роботи золотих справ майстрів і декілька картин із сільських церков Задарської архієпископії.

## Експозиція
Експозиція розташована на площі 1 200 м² в двох крилах будівлі монастиря і охоплює предмети з VIII по XVIII століття, що розташовані за хронологічним принципом. 

### 1-й поверх
На першому поверсі розміщуються зали для виставок і постійної експозиції романської скульптури. В одному із приміщень реконструйовано інтер'єр знаменитої задарської церкви св. Неділиці, знесеної у 1890 році. Серед експонатів романської скульптури виділяються фрагменти кам'яного амвона із кафедрального собору XIII століття і кам'яні ікони зі зруйнованої церкви св. Фоми (XIII ст.).

### 2-й поверх
На другому поверсі виставлені зразки ювелірного мистецтва, книжкового мистецтва, живопису на дошці, художньої вишивки епох романіки і готики. Серед найстаріших експонатів виділяються релікварій з мощами голови св. Аронція (ХІ ст.) і релікварій св. Якова (ХІ ст.), релікварій із мощами руки св. Ісидора (ХІІ ст.) і релікварій із мощами голови св. Грегора (ХІІ—ХІІІ ст.). Серед скульптур найбільшу цінність має мармурова позолочена ікона Богородиці із церкви св. Симеона, візантійська робота ХІІІ століття. 
Із творів живопису періоду романіки виділяються дві картини: «Богоматір із немовлям» ХІІІ ст. і велика ікона «Богоматері із немовлям на троні» («Мадонна бенедиктинок») бл. 1300 рр. На зворотньому боці ікони зображений св. Петро. Також тут представлені зразки задарського ювелірного мистецтва, зокрема хрестів, що носилися під час хресної ходи, і релікваріїв у вигляді бюстів святих (релікварій св. Марії Магдалини, 1332). Переважна частина ювелірних виробів періоду готики — твори задарських ювелірних майстрів. До цього періоду відноситься вівтарна перегородка (антепендіум) яскравої золотої вишивки із церкви св. Марії, яка була виготовлена під впливом венеціанського мистецтва приблизно у 1340 році. До цього ж періоду відноситься картина «Мадонна із немовлям на троні» (XIV ст.) роботи венеціанського художника Паоло Венеціано (1300–1360). Серед хорватських творів виділяються «триптих Мадонни Вароша», робота так званого живописця тконського розп'яття (кін. XV ст.) і «Мадонна із немовлям» роботи художника Блаженного Юрія Трогірського (бл. 1412—1448).

### 3-й поверх
На третьому поверсі експонуються твори пізньої готики і Ренесансу. Серед них виділяються розфарбовані дерев'яні скульптури розп'ття Христа і дванадцяти апостолів, виконані для вівтарної огорожі Задарського собору, робота різьбяра по дереву Маттео Моронцоне і живописця Івана Петрова із Мілана. Найціннішим твором пізньоготичного ювелірного мистецтва вважається пастирський посох задарського архієпископа Валларессе 1460 року. Іншим цінним експонатом колекції є поліптих (датується XV ст.), знятий з вівтаря св. Мартина із Задарського собору, який був виконаний для задарського каноніка Мартіна Младошича венеціанським художником Вітторе Карпаччо (бл. 1465—1526). В інших залах представлено ювелірні вироби доби бароко, а також зразки вишивки на стихарях. Тут також виставлена колекція мережива, що належала монастирю св. Марії.
Серед представлених картин найбільше виділяються роботи, що приписуються венеціанським живописцям Якопо Пальми молодшому, Карло Лоту, П'єтро Мері, Бернардіно Річчарді та ін.
На території музею діють бібліотека , сувенірний магазин, паркінг.

## Галерея

Галерея експонатів
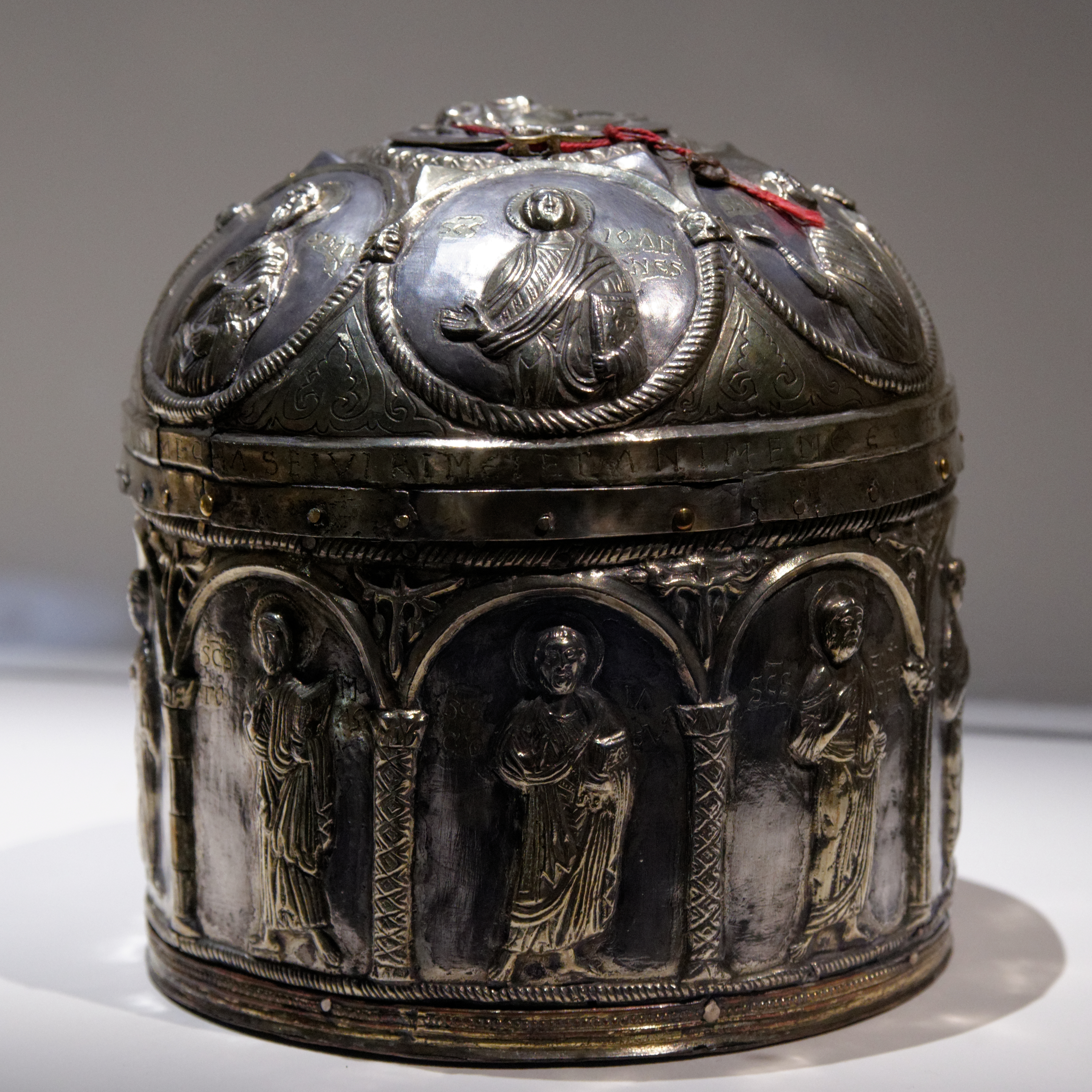
Релікварій з мощами голови св. Якова (ХІ ст.); срібло, позолота, дерево
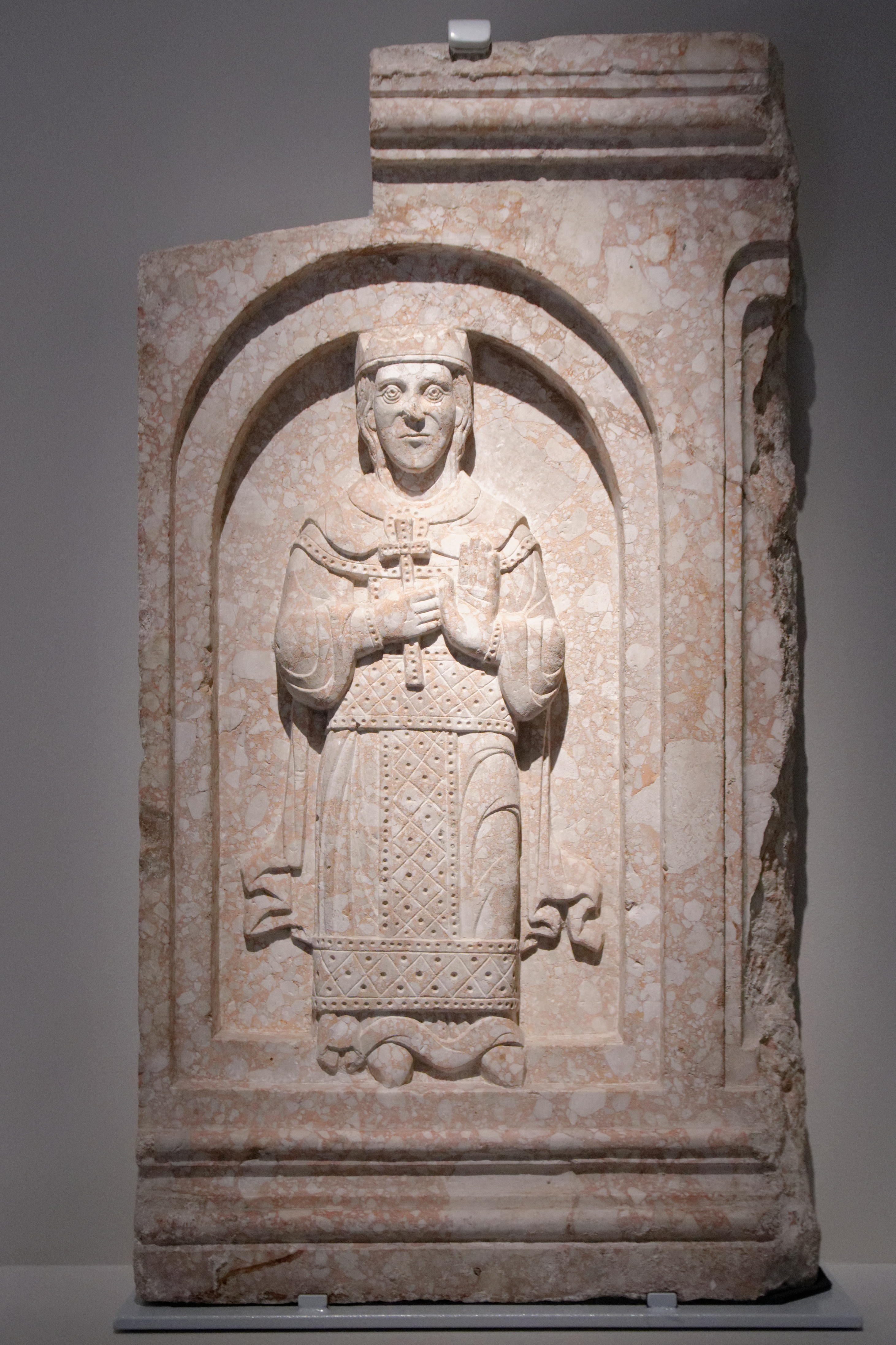
Горельєф із зображенням св. Анастасії із Задарського собору, бл. 1150/1200; мармур
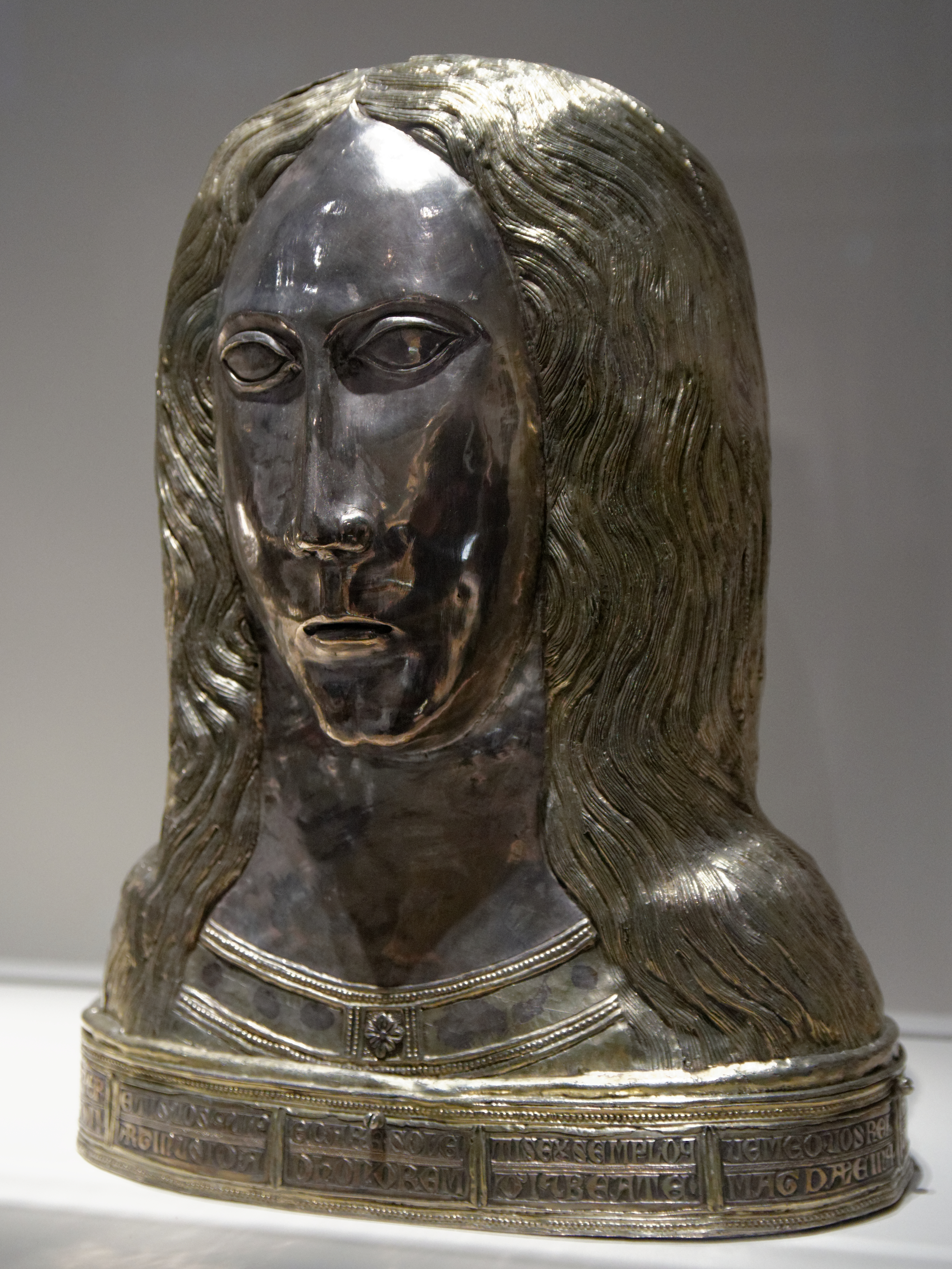
Релікварій св. Марії Магдалини, 1332; срібло, позолота
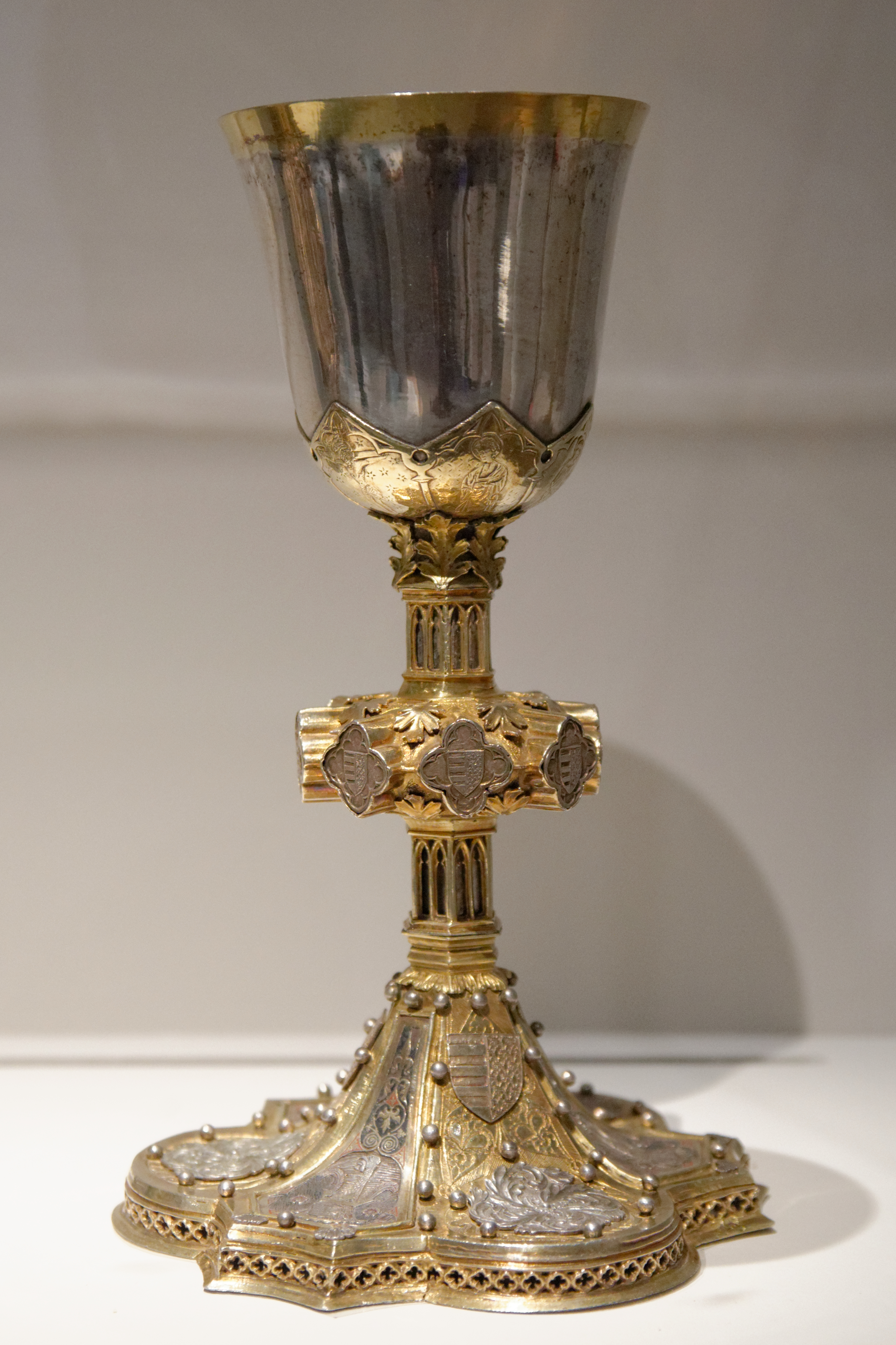
Чаша із гербом дому Анжу, 1350/1400; срібло, позолота, емаль